# Welsh cake

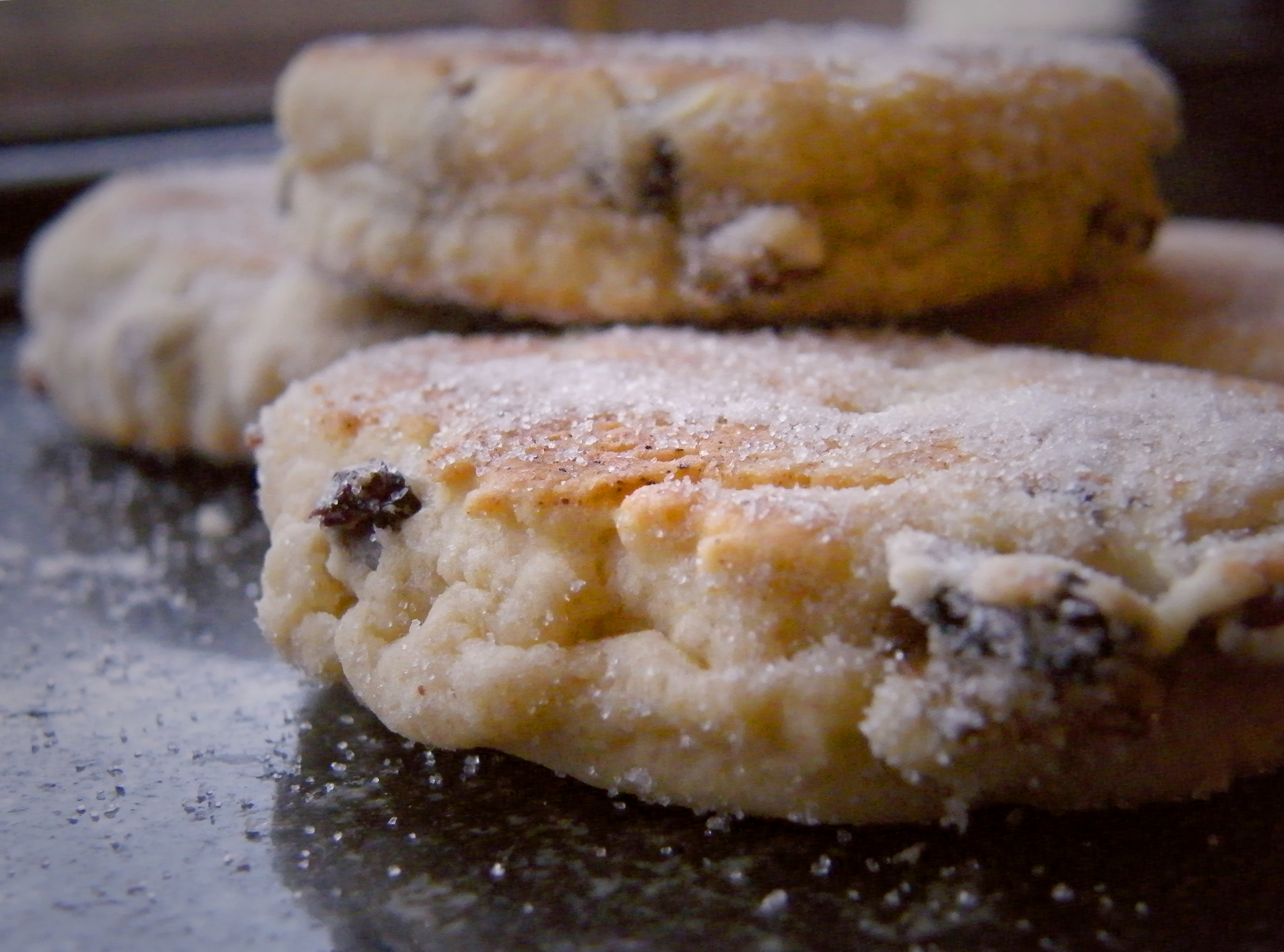
Huisgemaakte Welsh cakes met suiker erop.

Welsh cakes (Welsh: picau ar y maen, pice bach, cacennau cri of teisennau gradell) zijn traditionele gebakjes uit Wales. In de late 19de eeuw werd er suiker, vet en gedroogd fruit toegevoegd aan een ouder recept voor platbrood, en sindsdien zijn ze als cakejes heel populair. Ze worden ook wel griddle cakes (bakplaatcake) genoemd, omdat ze tradioneel gebakken worden op een ijzeren bakplaat boven vuur.  
Welsh cakes zijn gemaakt van bloem, boter, eieren, melk, rozijnen, en kruiden als kaneel en nootmuskaat. Ze zijn cirkelvormig, zo’n 7 à 8 centimeter in diameter, en zo’n anderhalve centimeter dik. Ze kunnen zowel warm als koud geserveerd worden, meestal met kristalsuiker erbovenop. Ze worden ook wel met boter of confituur gegeten, hoewel dat, in tegenstelling tot bij scones, niet erg gebruikelijk is.  